# Flesh
Flesh è un film del 1968, diretto dal regista Paul Morrissey. Assieme a Trash - I rifiuti di New York e Calore costituisce un'ideale trilogia.
Primo film col marchio di Andy Warhol a godere di una distribuzione normale, ha lanciato il non-attore Joe Dallesandro.
Il doppiaggio italiano (eseguito dieci anni dopo) fu curato da Alberto Arbasino.

## Trama
Il film descrive una giornata di Joe (Joe Dallesandro), che si prostituisce per mantenere la moglie bisessuale e la figlioletta di un anno (interpretata dalla figlia della coprotagonista Geraldine Smith: padre e figlia appaiono, entrambi nudi, sulla locandina italiana del film).
Joe è costretto ad uscire di casa dalla moglie che gli chiede d'aiutarla a racimolare il denaro per l'aborto della sua amante.
Il primo cliente del prostituto è un giovane omosessuale che lo porta in una stanza d'albergo e con il quale ha un rapporto del tutto impersonale; il secondo, un anziano scultore che lo fotografa nudo nelle pose di celebri statue greche fornendo nel frattempo una lezione di estetica del nudo non richiesta e logorroica (s'intuisce che per il cliente l'arte è la sublimazione d'un desiderio sessuale che non ha il coraggio d'esprimere); il terzo, un impotente reduce dal Vietnam. Joe si lascia docilmente usare da tutti, conscio del suo ruolo di oggetto e indifferente ai pretesti e alle scuse raccontate dai clienti, interessato solo a raccogliere il denaro necessario.  	
In una scena, Joe parla con due travestiti e con altri prostituti (uno dei quali interpretato da suo fratello Bob Dallesandro), mentre istruisce un nuovo arrivato, giovane e inesperto, sulla vita di strada. 	
La sera Joe torna a casa. La moglie e l'amante di lei vorrebbero fare l'amore in tre, ma Joe è troppo stanco e si addormenta, mentre le due donne fanno l'amore da sole, indifferenti alla sua presenza nel letto.

## Commento al film
"Ma cosa volete capire, se non state a sentire i dialoghi...c'erano belle scene."
"Se non c'è una bella storia, non mi diverto."
In questo dialogo tra Joe e Candy Darling, il travestito, la cui doppiatrice italiana è l'ex-parlamentare di Rifondazione Comunista Vladimir Luxuria, si insinua il dubbio che Paul Morrissey alluda al suo modo di fare cinema.

## Recensione
Nessuno sviluppo narrativo lineare, ma invece una giustapposizione di situazioni, con collegamenti approssimativi, quasi assenti. E, all'interno di questi quadri, un'esplosione di istantanee, un montaggio caratterizzato da stacchi frenetici, disordinati, fuori asse, senza movimenti della macchina.
È questo lo stile unico di Paul Morrissey perlomeno limitatamente alla trilogia iniziale (i film Horror del periodo italiano presenteranno una narrazione più "costruita").
Una sostanziale continuità, del resto, coi precedenti lavori, diretti insieme ad Andy Warhol, che dal 1965 gli aveva affidato la direzione artistica delle attività della Factory (tra le altre cose Paul Morrissey fu anche manager del gruppo rock Velvet Underground). La destrutturazione del racconto, la strada come set improvvisato, col suo arredo di insegne, manifesti, passanti curiosi, i lunghi dialoghi inconcludenti, sono tutti elementi che rinviano alla Nouvelle vague. I riferimenti colti lasciano spazio alla cultura pop: fumetti di contenuto hard-core, riviste sulle star di Hollywood, motivi musicali di successo.
La circolarità del racconto - casa-strada-casa (un percorso identico lo si ritroverà in Trash - I rifiuti di New York) -, l'assenza di un ordine gerarchico della narrazione, rimandano alla materia trattata. A partire dal proteiforme Joe Dallesandro - uomo e donna, merce in vendita, oggetto di piacere, ma estraneo, come un alieno, ai rapporti di potere del mercato del sesso, più madre della madre (nel modo in cui tratta il figlio) - le varie forme della sessualità - eterosessuali, omosessuali, travestitismo - vengono poste sullo stesso piano.
Pur nello studio insistito di ogni parte del corpo del protagonista - dal volto, al capezzolo, dal pene, alla mano - manca però in Paul Morrissey quel freddo distacco entomologico che caratterizza i film di Andy Warhol.
È forse questa partecipazione, questa simpatia, l'elemento caratteristico del regista.